# Turracher Höhe
Turracher Höhe, également nommé Turrach, est un col, ainsi qu'une station de ski de taille moyenne dans les Alpes de Gurktal, en Autriche. Avec 1 795 m d'altitude, le col situé sur un plateau d'altitude au-dessus de la municipalité nouvelle de Stadl-Predlitz (depuis le 1er janvier 2015, ex Predlitz-Turrach) est un passage entre la Haute-Styrie et le Land de Carinthie.
De nombreux hébergements, certains d'allure particulièrement moderniste, confèrent à la station une atmosphère sportive telle qu'on la retrouve en général plutôt dans de plus grandes stations. Le cœur de la station bat au niveau du lac, qui est gelé en hiver. En 2011, des matchs de polo y ont lieu en hiver, selon le modèle déjà connu en Suisse à Saint-Moritz et Klosters-Serneus.

## Domaine skiable
Le domaine skiable est situé de part et d'autre du col, séparé par la route B95. La liaison entre les deux sous-domaines est relativement malaisée car elle impose soit la traversée du lac, soit d'utiliser un petit téléski de liaison. L'altitude relativement élevée du domaine - une rarité pour la région - permet à la station de jouir d'un niveau d'enneigement élevé et de rester ouverte plus longtemps que ses concurrentes régionales, et ce jusqu'au 2 mai. Les remontées mécaniques sont dans l'ensemble modernes, quelques téléskis complètent l'offre.
Une particularité du domaine est le service d'un butler ("serviteur"), qui propose gratuitement sur les pistes aux skieurs des verres de vin mousseux ou des bonbons pour les enfants, en plus de fournir les renseignements concernant le domaine.
Le sous-domaine de Kornock (qui culmine à 2 205 m d'altitude) est le plus élevé. Il est relativement plus ensoleillé, et est situé en majorité au-delà de la limite de la forêt. Les possibilités de ski hors-pistes sont néanmoins relativement limitées.
Le deuxième sous-domaine est constitué de pistes tracées à travers la forêt, sur un versant nord situé sur le territoire styrien. Les pistes y sont dans l'ensemble relativement plus nombreuses, longues et variées. Un grand parking est situé aux pieds du télésiège 6 places débrayable 6er Turrachbahn, à 1 400 m d'altitude, ce qui épargne plusieurs kilomètres de route pour se rendre sur les pistes.
La station est membre des regroupements de stations de ski TopSkiPass Kärnten & Osttirol, Steiermark Joker et Murtaler Skiberge.
La pratique du ski de fond est gratuite sur les 4 pistes entretenues.
Une piste de luge sur rails - le Nocky Flitzer, longue de 1,6 km - fonctionne été comme hiver, depuis le sommet de la Panorama Bahn.
Un skibus traverse la station près de 8 fois dans la journée.